# Chiến dịch Mogilev
Chiến dịch Mogilev (23 tháng 6 - 28 tháng 6 năm 1944) là một trận tấn công của quân đội Liên Xô nhằm vào quân đội Đức Quốc xã, diễn ra trong Chiến tranh Xô-Đức thuộc Chiến tranh thế giới thứ hai. Lực lượng tham gia chiến dịch của quân đội Liên Xô là Phương diện quân Byelorussia 2 do đại tướng G. F. Zakharov. Mục tiêu của chiến dịch là giải phóng thành phố Mogilev và quan trọng hơn, ghim giữ lực lượng chủ lực của Cụm Tập đoàn quân Trung tâm (Đức), không cho nó kéo quân sang tăng viện cho hai cánh vốn đang bị mũi chủ công của các phương diện quân Byelorussia 1, 3 và Baltic 1 tấn công dữ dội. Cả hai mục tiêu này đều đã được quân đội Liên Xô hoàn thành trọn vẹn trong chiến dịch Mogilev.
Chiến dịch Mogilev là một phần của Chuỗi chiến dịch giải phóng Byelorussia vào mùa hè năm 1944, mang mật danh "Bagration".

## Bối cảnh
Địa hình trong dải tấn công của Phương diện quân Byelorussia 2 khá phức tạp tương tự như dải hoạt động của Phương diện quân Byelorussia 3, phía Đông là những vùng đất cao tương đối bằng phẳng nói liền với rìa phía Nam vùng đất cao Smolensk, phía Tây là vùng rừng và đầm lầy giữa hai con sông Drut và Berezina. Trên con đường từ phía Đông Mogilev đến phía Đông Minsk, Phương diện quân Byelorussia 2 phải lần vượt qua bốn con sông: Pronya, Dniepr, Drut và Berezina. Mogilev là trung tâm của vùng này, đồng thời là đầu mối giao thông đường sắt và đường bộ quan trọng. Từ đây có các tuyến đường nối với Orsha ở phía Bắc, Minsk ở phía Tây, Bobruysk ở phía Tây Nam, Zhlobin ở phía Nam và Krychev ở phía Đông. Mogilev có vị trí quan trọng tương tự như Orsha cách nó hơn 80 km về phía Bắc. Địa bàn khu vực tác chiến của Phương diện quân Byelorussia 2 bất lợi cho việc triển khai xe tăng và các vũ khí nặng. Trong trường hợp thuận lợi nhất, tốc độ tấn công cũng vẫn bị chậm lại do phải vượt qua nhiều sông suối và đầm lầy. Từ Mogilev về Minsk chỉ có duy nhất con đường hàng tỉnh xuyên rừng và đầm lầy, đi qua Belyniki, Berezino và Cherven. Tại Mogilev, từ ngày 5 tháng 7 đến ngày 26 tháng 7 năm 1941, Tập đoàn quân 13 (Liên Xô) chỉ có 5 sư đoàn bộ binh, 2 lữ đoàn dù và Trung đoàn dân quân Mogilev đã tổ chức chiến dịch phòng ngự Mogilev, cản bước tấn công của Quân đoàn xe tăng 46 thuộc Tập đoàn quân xe tăng 2 (Đức) trong 22 ngày tại Trận Smolensk (1941).
Để giữ bí mật ý đồ tấn công tại Byelorussya, chỉ có 3 thành viên cao cấp của Đại bản doanh Bộ Tổng tư lệnh quân đội Liên Xô và 3 cán bộ cao cấp của Bộ Tổng tham mưu được biết kế hoạch tổng thể các hoạt động của quân đội Liên Xô trong mùa hè năm 1944 tại khu vực này, gồm có Tổng tư lệnh tối cao I. V. Stalin, Phó Tổng tư lệnh tối cao G. K. Zhukov, Quyền tổng tham mưu trưởng A. I. Antonov, Phó tổng tham mưu trưởng phụ trách tác chiến S. M. Stemenko, Cục trưởng Cục tác chiến A. A. Gryzlov và Cục phó thứ nhất Cục tác chiến N. A. Lomov. Các đại diện đại bản doanh, tư lệnh các phương diện quân chỉ được biết về phần kế hoạch trên hướng mà họ phụ trách và chỉ huy. Mọi thư từ, điện báo và các cuộc nói chuyện điện thoại đều bị cấm đề cập đến thông tin về Chiến dịch Bagration. Cục bảo mật thuộc Bộ Tổng tham mưu được lệnh cử một nhóm công tác chuyên giám sát việc bảo mật cho chiến dịch. Cũng vì lý do bảo mật mà đến 19 tháng 4 năm 1944, Đại bản doanh mới có quyết định chia Phương diện quân Tây thành Phương diện quân Byelorussia 2 và Phương diện quân Byelorussia 3. Việc chia tách được thực hiện ngày 24 tháng 4 năm 1944.

## Binh lực và kế hoạch

### Quân đội Liên Xô

#### Binh lực
Phương diện quân Byelorussia 2 do thượng tướng G. F. Zakharov làm tư lệnh, trung tướng A. N. Bogolyubov làm tham mưu trưởng, trung tướng L. Z. Mekhlis là ủy viên hội đồng quân sự. Thành phần gồm có 
- Tập đoàn quân 33 do trung tướng V. D. Kryuchenkin chỉ huy. Trong biên chế có:
  - Bộ binh: Quân đoàn 62 (các sư đoàn 49, 70, 157), các sư đoàn độc lập 222, 344.
  - Pháo mặt đất: Lữ đoàn lựu pháo 142, Trung đoàn pháo chống tăng 873, Trung đoàn súng cối 538, Trung đoàn phòng không 1266.
  - Thiết giáp: Trung đoàn pháo tự hành 1197.
  - Phòng hóa: Tiểu đoàn 17
  - Công binh: Lữ đoàn hỗn hợp 34.
- Tập đoàn quân 49 do trung tướng I. T. Grishin chỉ huy. Trong bien chế có:
  - Bộ binh: 3 quân đoàn và 2 sư đoàn độc lập, tổng cộng 8 sư đoàn
  - Pháo mặt đất: 3 lữ đoàn và 8 trung đoàn
  - Súng cối: 4 trung đoàn
  - Katyusha: 3 trung đoàn
  - Pháo phòng không: 2 sư đoàn và 2 trung đoàn độc lập.
  - Xe tăng: 2 lữ đoàn và 1 trung đoàn:
  - Pháo tự hành: 6 trung đoàn.
  - Công binh: 1 lữ đoàn và 4 tiểu đoàn.
- Tập đoàn quân 50 do trung tướng I. V. Boldin chỉ huy. Trong biên chế có:
  - Bộ binh: 3 quân đoàn và 1 sư đoàn độc lập, tổng cộng 9 sư đoàn.
  - Pháo mặt đất: 2 lữ đoàn và 3 trung đoàn.
  - Súng cối: 1 trung đoàn.
  - Katyusha: 1 trung đoàn.
  - Pháo phòng không: 1 trung đoàn và 2 tiểu đoàn.
  - Pháo tự hành: 2 trung đoàn.
  - Phòng hóa: 2 tiểu đoàn.
  - Công binh: 1 lữ đoàn và 1 tiểu đoàn.
- Tập đoàn quân không quân 4 do thượng tướng không quân K. A. Vershinin chỉ huy. Trong biên chế có:
  - Máy bay tiêm kích: 2 sư đoàn.
  - Máy bay cường kích: 2 sư đoàn.
  - Máy bay ném bom: 1 sư đoàn và 1 trung đoàn.
  - Máy bay vận tải: 1 trung đoàn.
  - Máy bay trinh sát, cứu hộ: 1 đại đội.
- Lực lượng dự bị trực thuộc tư lệnh phương diện quân:
  - Bộ binh: 1 sư đoàn.
  - Pháo mặt đất: 2 lữ đoàn
  - Katyusha: 2 lữ đoàn cận vệ.
  - Súng cối: 2 lữ đoàn và 3 trung đoàn
  - Pháo phòng không: 7 trung đoàn và 4 tiểu đoàn súng máy.
  - Thiết giáp: 2 lữ đoàn xe tăng, 1 trung đoàn pháo tự hành, 2 tiểu đoàn trinh sát cơ giới.
  - Công binh: 2 lữ đoàn và 1 tiểu đoàn.

Chỉ đạo hoạt động của Phương diện quân Byelorussia là Đại diện Đại bản doanh, Nguyên soái G. K. Zhukov.
Binh lực tổng cộng của Phương diện quân Byelorussia 2 là 22 sư đoàn bộ binh, 1 đơn vị tăng cường, 4 lữ đoàn xe tăng độc lập, 1 trung đoàn xe tăng, 10 trung đoàn pháo tự hành với tổng quân số 319.500 người. Tập đoàn quân không quân số 4 có 528 máy bay.

#### Kế hoạch
Theo kế hoạch chung của chiến dịch Bagration, phương diện quân Byelorussia 2 sẽ đảm nhận mũi phụ công ở khu vực chính diện của Cụm Tập đoàn quân Trung tâm và có nhiệm vụ găm giữ chủ lực của Cụm Tập đoàn quân này, không cho nó chuyển quân sang chi viện ở hai cánh, nơi các mũi chủ công của Phương diện quân Byelorussia 1, 3 và Baltic 1 thực hiện các đòn vu hồi thọc sâu. Trong hồi ký của mình, Nguyên soái G. K. Zhukov đã đề cập đến vai trò của chiến dịch Mogilev như sau:
| “               | Như tôi đã nói ở trên, Phương diện quân Byelorussia 2 lúc này do thượng tướng G. F. Zakharov làm tư lệnh (ủy viên Hội đồng quân sự là L. Z. Mekhlis, tham mưu trưởng là trung tướng A. N. Bogolyubov) có nhiệm vụ mở mũi đột kích thứ yếu vào hướng Mogilev - Minsk. Ở đây không có những phương tiện đột phá mạnh để cho tất cả những tập đoàn quân thê đội 1 có thể tiến công cùng một lúc. Thật vậy, nếu như những quả đấm đột kích của Phương diện quân Byelorussia 1 và Byelorussia 3 chưa tiến được sâu vào đội hình bố trí của cụm tập đoàn quân "Trung tâm" của địch, thì việc hất địch ra khỏi khu vực phía đông Mogilev cũng không có ý nghĩa. | ” |
| — G. K. Zhukov, | |   |

Theo đó, Tập đoàn quân số 49 - lúc này đang đóng trong một khu vực 12 cây số - là đơn vị mở mũi đột kích chính vào hướng Mogilev. Tập đoàn quân này sẽ phải vượt sông Pronya, đánh vào khoảng tiếp giáp của quân đoàn thiết giáp số 39 và quân đoàn bộ binh số 3 (Đức). Do bị hạn chế về lực lượng tăng thiết giáp, hạt nhân của lực lượng khai thác đột phá khẩu là một lữ đoàn xe tăng độc lập với lực lượng bộ binh đi kèm được chở trên lưng của xe tăng. Các tập đoàn quân số 33 và 50 sẽ thực hiện những đợt tấn công hỗ trợ với nhiệm vụ găm giữ quân địch, tạo điều kiện thuẫn lợi cho Tập đoàn quân số 49 tấn công, và sau đó sẽ chuyển sang tiến công truy kích quân Đức khi các mũi đột phá đã xuyên thủng được phòng tuyến Đức. Mục tiêu cuối cùng của chiến dịch là giải phóng các thành phố Mogilev, Shklov, Bykhov (Bychau), vượt sông Dniepr theo hướng Shklov - Mogilev và đánh chiếm các đầu cầu vượt sông nhằm tạo điều kiện thuận lợi cho các đợt tấn công tiếp theo vào Minsk.
Là phương diện quân có binh lực yếu nhất trong số 4 phương diện quân Liên Xô tham gia Chiến dịch Bagration nhưng Phương diện quân Byelorussia 2 lại là phương diện quân có tình hình nội bộ lãnh đạo chỉ huy "lục đục" nhất trước và trong chiến dịch. Ở cấp tập đoàn quân, nguyên soái G. K. Zhukov cương quyết yêu cầu Đại bản doanh phải thay thế trung tướng V. N. Gordov,  một người không có năng lực chỉ huy. Kết quả là trung tướng V. D. Kryuchenkin được cử giữ chức tư lệnh Tập đoàn quân 33. Từ sau Chiến dịch phản công chiến lược Rzhev-Sychyovka, tư lệnh tập đoàn quân 50, tướng I. V. Boldin cũng có mối quan hệ không tốt với G. K. Zhukov, người chỉ đạo Phương diện quân Byelorussia. Trong số ba chỉ huy cao nhất của Phương diện quân Byelorussia 2, thượng tướng I. Ye. Petrov, tư lệnh Phương diện quân là người vừa được STAVKA cho thôi chức tư lệnh Tập đoàn quân độc lập Duyên hải, Trung tướng L. Z. Mekhlis là người đã bị kỷ luật cách chức Thứ trưởng Bộ Quốc phòng và giáng cấp hàm xuống trung tướng sau thất bại của Phương diện quân Krym tại Chiến dịch Kerch (1942). Trung tướng A. N. Bogolyubov, một cán bộ tham mưu rất có tài vạch kế hoạch và điều hành chỉ huy nhưng cũng rất nóng tính.
Ngay sau khi tiếp nhận Sở chỉ huy mới tại Mstislavl, giữa L. Z. Mekhlis và I. Ye. Petrov đã xảy ra hục hặc. Trong khi I. Ye. Petrov và A. N. Bogolyubov dốc sức xây dựng kế hoạch tấn công cho phương diện quân thì L. Z. Mekhish lại "ngồi lê đôi mách" với I. V. Stalin rằng I. Ye. Petrov không có khả năng chỉ huy, rằng ông có vẻ bệnh hoạn và hay lui tới các bác sĩ làm mất thì giờ. Trong khi đó, Bộ Tổng tham mưu quân đội Liên Xô hoàn toàn tin tưởng vào năng lực chỉ huy và kinh nghiệm của I. Ye. Petrov đã được thử thách khi chỉ huy cuộc phòng thủ Sevastopol (1941-1942), Cụm quân Biển Đen (1942-1943) và Tập đoàn quân độc lập Duyên hải. Vì lợi ích của chiến dịch, không thể để một bộ máy chỉ huy một phương diện quân làm việc trong tình trạng mâu thuẫn, ngày 6 tháng 6 năm 1944, I. V. Stalin chỉ thị triệu hồi I. Ye. Petrov về Đại bản doanh. Ngày 5 tháng 8 năm 1944, I. Ye. Petrov được cử làm tư lệnh Phương diện quân Ukraina 4 (thành lập lần 2 trên hướng Carpath). Người thay thế I. Ye. Petrov là thượng tướng G. F. Zakharov, một viên tướng có kinh nghiệm chỉ huy thành công tại Tập đoàn quân cận vệ 2 ở mặt trận Krym. Không muốn việc chỉ đạo chuẩn bị chiến dịch ở Phương diện quân Byelorussia 1 bị gián đoạn, G. K. Zhukov ủy quyền cho thượng tướng S. M. Stemenko, Phó tổng tham mưu trưởng và thượng tướng Ya. T. Tserevichenko, Tư lệnh các lực lượng dự bị chiến lược thay mặt ông xử lý công tác chuẩn bị chiến dịch ở Phương diện quân Byelorussia 2
Là một người sôi nổi nhưng lại có khi bốc đồng không đúng lúc đúng chỗ, ngay trong buổi họp bàn giao-tiếp nhận phương diện quân ngày 7 tháng 6, G. F. Zakharov tuyên bố rằng ở đây mọi việc đều "hỏng bét" cả và ông phải làm lại từ đầu. Ông còn đề nghị chuyển đổi hướng tấn công chính từ dải của Tập đoàn quân 49 sang dải của Tập đoàn quân 50 với lý do tránh phải vượt sông Pronya mà không chịu đi nghiên cứu thực địa. S. M. Stemenko phải nói rõ cho G. F. Zakharov biết tính hợp lý của quyết định phê chuẩn kế hoạch tấn công của Đại bản doanh và quyết định đó là không thể thay đổi, G. F. Zakharov mới chịu rút lui ý kiến. Ngay sau đó, G. F. Zakharov lại phát ra cuốn "Sổ tay đột phá phòng ngự" ghi chép lại những kinh nghiệm của ông khi chỉ huy Tập đoàn quân cận vệ 2 tại mặt trận Krym để các cấp chỉ huy của phương diện quân "học tập". Các cử tọa của cuộc họp lại một lần nữa xôn xao tỏ ý không đồng tình. Tướng V. D. Kryuchenkin chỉ rõ rằng chiến thuật xung phong ngắn, tốc độ nhanh của bộ binh do G. F. Zakharov áp dụng ở Tavrya (Krym) sở dĩ thành công là do địa hình bằng phẳng, tuyến mặt trận hai bên ở sát gần nhau. Còn ở Byelorussia, tiền duyên của hai bên bị ngăn cách bởi dải đất trũng hai bên bờ sông Pronia rộng đến 2 km thì chiến thuật đó là không thích hợp. S. M. Stemenko ủng hộ V. D. Kryuchenkin và cuốn "Sổ tay đột phá phòng ngự" được thu hồi lại. Phải mất đến một tuần sau, tình hình công tác chỉ huy của Phương diện quân Byelorussia 2 mới ổn định trở lại.

### Quân đội Đức Quốc xã

#### Binh lực
- Một phần của Cụm Tập đoàn quân Trung tâm
  - Cánh Nam của Tập đoàn quân số 4 (tư lệnh: trung tướng bộ binh Kurt von Tippelskirch)
    - Quân đoàn thiết giáp số 39 (trung tướng pháo binh Robert Martinek), bao gồm các sư đoàn bộ binh số 12, 31, 110 và 337.
    - Quân đoàn bộ binh số 12 (thiếu tướng Vincenz Müller), bao hàm các sư đoàn bộ binh số 18, 260, 267.
    - Lực lượng dự bị bao gồm sư đoàn bộ binh cơ giới hóa "Feldhernhalle"[9] (chuẩn tướng Friedrich-Carl von Steinkeller).

#### Kế hoạch
Quân Đức ở khu vực này triển khai ba lớp phòng ngự. Lớp thứ nhất được bố trí nằm trên tuyến sông Pronya. Lớp thứ hai, theo mô tả của tướng Kurt von Tippelskirch thì:
| “                        | ... trên sông Dniepr, với bờ Tây rất dốc và ở đó có những khoảng trống đáng kể mà việc sử dụng xe tăng là bất khả thi, Tập đoàn quân số 4 vào mùa thu năm 1943 đã tổ chức một tuyến phòng ngự nằm giữa Bykhov và Orsha. Ngoài ra, trong vài tháng trước đó, với sự đồng thuận ngầm của Bộ tư lệnh (Cụm Tập đoàn quân Trung tâm), trái với ý định của Hitler, một tuyến phòng ngự nữa được bố trí dọc theo sông Berezina. | ” |
| — Kurt von Tippelskirch, | |   |

Tập đoàn quân số 4 đã xây dựng một hệ thống phòng ngự rất cứng rắn nhằm ngăn chặn các mũi đột phá của quân đội Liên Xô. Trong trường hợp phải rút lui, thành phố Mogilev được xác định là sẽ trở thành một "pháo đài" và được trấn thủ "cho đến người cuối cùng". Quân đoàn thiết giáp số 39 tại Mogilev là một trong những đơn vị mạnh nhất của Cụm Tập đoàn quân Trung tâm với binh lực gồm 4 sư đoàn thiện chiến. Rõ ràng, quân Đức nhận thức được tầm quan trọng chiến lược của thành phố Mogilev, nơi trấn giữ con đường chính đi ngang qua vùng đầm lầy của khu vực.
Tuy nhiên, do phán đoán của Bộ Tư lệnh Tối cao Lục quân Đức rằng hướng tấn công chính của quân đội Liên Xô sẽ ở khu vực Bắc Ukraina, Cụm Tập đoàn quân Trung tâm không hề chuẩn bị cho một đợt tấn công mạnh của Hồng quân tại đây. Ngay trước khi chiến dịch Bagration mở màn, khi trung tướng Robert Martinek - tư lệnh quân đoàn thiết giáp số 39 - đang đi thị sát ở tiền tuyến, một chỉ huy trung đoàn thuộc sư đoàn bộ binh số 12 (Đức) đã bày tỏ với Martinek lo ngại của mình về một cuộc tấn công mạnh của Hồng quân Liên Xô vào khu vực này. Martinek đồng ý với lo ngại của người trung đoàn trưởng, nhưng ông trả lời bằng một câu ngạn ngữ "Khi Thượng đế muốn hủy diệt ai đó, trước hết Người sẽ giáng đòn đánh một cách ngẫu nhiên" và bỏ qua sự lo ngại đó. Martinek không hề biết rằng chính ông ta sẽ là "nạn nhân" đầu tiên của Thượng đế.

## Diễn biến
Trước khi chiến dịch Mogilev được mở màn, Tập đoàn quân không quân số 4 đã tổ chức các trận oanh kích để "làm mềm" các phòng tuyến quân Đức, đảm bảo cho các mũi đột phá tấn công thuận lợi.

### Chiến sự ngày 23 tháng 6
Đêm 22 rạng ngày 23 tháng 6, các máy bay ném bom và ném bom tầm xa của quân đội Liên Xô đã dội một trận mưa bom lên các phòng tuyến và các trận địa pháo quân Đức tại các điểm đột phá. Tiếp đó, đến 9 giờ sáng, đại bác của Tập đoàn quân số 49 đồng loạt nã đạn trong một đợt bắn chuẩn bị kéo dài 2 tiếng đồng hồ. Sau loạt bắn chuẩn bị, lúc 11 giờ trưa Tập đoàn quân số 49 đồng loạt nổ súng tấn công - trong đó một số đơn vị bộ binh đã tranh thủ vượt sông Pronya ngay trong thời gian bắn chuẩn bị - và đã chọc thủng phòng tuyến quân Đức tại khu vực Staryy Pribuzh (Staroje Prybuzza) - Staryy Perevoz (gần Kamienka). Đến cuối ngày, Tập đoàn quân số 49 đã tiến sâu được 5-8 cây số và dẫn đầu cuộc tiến công tại khúc cong của sông Staryy Pribuzh - rìa Đông Borodenki (Vialikija Baradzienki) - Trilesino (Tryliesina) - khu rừng phía Tây Nam Novoselki - rìa đông Mokryad (Mokradz) - Olkhovka - Suslovka (Bắc) (Suslauka) - ngoại vi phía Đông Suslovka (Nam) - Popov Sloboda - Raducioiu (Raducy) - Bubyl - Radomlya - và khu rừng phía Nam Staryy Perevoz. Các tập đoàn quân số 33 và 50 cũng đạt được những thành quả đáng kể trong ngày tấn công đầu tiên. Không quân Xô Viết với binh lực áp đảo đã hoàn toàn làm chủ bầu trời, thực hiện 627 phi vụ trong ngày so với 16 phi vụ của không quân Đức.

### Chiến sự ngày 24 tháng 6
Vào 7 giờ 30 sáng, Tập đoàn quân số 49 và một phần của Tập đoàn quân số 50 tiếp tục tấn công mạnh về phía Tây và đến cuối ngày, quân đội Liên Xô đã đột phá được 8-16 cây số, tiếp cận tuyến Chernevka (Cernieuka) - Alyuta (Aliuty) - khu rừng phía Đông Zhdanovichi (Zdanavicy) - điểm cao 156,0 - Honkovichi (???) - Popovka - Starosel - Razinkov - Chernavtsy - Girovtsy - Chizhi - Selets và đánh chiếm một đầu cầu vượt sông bên bờ tây sông Basya (tại Khankovichi — Bradzily). Tuy nhiên tại các khu vực khác, quân đội Liên Xô chưa tiến công đáng kể.
Quân đoàn thiết giáp số 39 (Đức) của tướng Robert Martinek cũng tổ chức chống cự kịch liệt ở phía Đông Mogilev và gây ra những khó khăn đáng kể cho Tập đoàn quân số 49 (Liên Xô). Trong lúc đó, tướng Kurt von Tippelskirch, tư lệnh Tập đoàn quân số 4, đã thỉnh cầu bộ tư lệnh Cụm Tập đoàn quân Trung tâm cho phép tướng Martinek rút lui về bờ bên kia sông Dniepr. Tuy nhiên thỉnh cầu này đã bị từ chối thẳng thừng và bộ Tư lệnh Cụm Tập đoàn quân Trung tâm nhấn mạnh quân Đức không được phép tự ý rút lui dù trong bất cứ hoàn cảnh nào. Dù vậy, lực lượng dự bị là Sư đoàn thiết giáp xung kích "Feldherrnhalle" đã được điều đến tăng cường cho khu vực sông Dniepr, chuẩn bị cho trường hợp các đơn vị ở tuyến đầu buộc phải rút lui. Tuy nhiên lực lượng này, theo tướng Kurt von Tippelskirch, chỉ vừa đủ cho việc phòng ngự. Ở phía cực Nam, quân đoàn bộ binh số 12 (với các sư đoàn thiết giáp xung kích số 18, sư đoàn bộ binh số 57 và sư đoàn bộ binh số 267) cũng bắt đầu triệt thoái về tuyến phòng ngự thứ hai.

### Chiến sự ngày 25 tháng 6
Sang ngày 25 tháng 6, tập đoàn quân số 49 cùng với cánh trái của Tập đoàn quân số 33, cánh phải và trung tâm của Tập đoàn quân số 50 tiếp tục hành tiến theo hướng Mogilev. Trong ngày hôm đó, quân đội Liên Xô tiến sâu 4-15 cây số, giải phóng Chavusy và đến cuối ngày đã tiếp cận được tuyến Novyy Pribuzh - Zastenki - Belaya - Ruditsy - Domany (Damany) - Yaskovichi - Zaresye (Zarescie)  - sông Resta - Drachkovo (Drackava) - Moshok - Blagovichi - Vileyka - Lubavino - Kopani - Prudische - Gryazivets. Các máy bay của Tập đoàn quân không quân số 4 hôm đó đã thực hiện được 850 phi vụ.
Tập đoàn quân số 4 (Đức) vẫn tiếp tục chống cự dữ dội và đã mở một cuộc phản kích mạnh, tạm thời kìm chân được quân đội Liên Xô. Tippelskirch ủy quyền cho Thượng tướng Gotthard Heinrici vào đêm 25 rạng ngày 26 chỉ huy Tập đoàn quân số 4 rút lui về bên kia sông Dniepr. Tuy nhiên quyết định này đã bị trì hoãn.

### Chiến sự ngày 26 tháng 6
Tập đoàn quân số 33 tiếp tục tấn công theo hướng Shklov, đến cuối ngày đã đột phá 30-35 cây số và tiếp cận tuyến Sidorovka - Chamodany, giải phóng thành phố Gorki. Cánh phải và trung tâm của tập đoàn quân số 49 đến cuối ngày đã tiếp cận bờ Đông sông Dniepr tại khu vực Yanovo (Haradok) (cách Skhlov 7 cây số về phía Đông Nam) - Pavlovo - Khvoyna, cánh trái của tập đoàn quân (quân đoàn bộ binh số 62) tiếp tục quần thảo với các lực lượng chặn hậu của quân Đức trên tuyến phía Bắc Shapotitsy - Kamenka (14 cây số phía Đông Mogilev) - Novyy Lyubuzh - Krasnaya Gorka. Sư đoàn bộ binh số 153 và 42 đã vượt sông Dniepr thành công và đánh chiếm một đầu cầu ở bờ Tây tại khu vực Zashchita (Zascyta) và phía Tây Dobreyka (Dabrejka), cắt đứt tuyến đường bộ Shklov - Mogilev. Cánh phải và trung tâm của Tập đoàn quân số 50 tiến tục tấn công về phía Tây và tiếp cận tuyến Romanovichi - Podbelye (cách Mogilev 15 cây số về phía Đông Nam) - Amkhovaya - Smlolka - Kutnya  - Lisichnik - Dvorovyy.
Ngày hôm đó Tập đoàn quân không quân số 4 thực hiện 1049 phi vụ.

### Chiến sự ngày 27 tháng 6

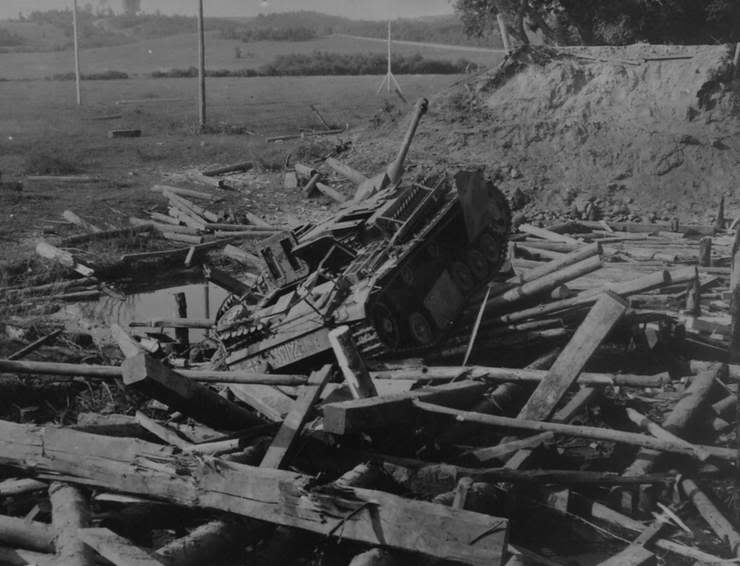
Pháo tự hành StuG-III của Đức bị bỏ lại gần Mogilev

Ngày 27 tháng 6, Tập đoàn quân số 33 vượt sông Dniepr, giải phóng Kopys, Shklov và mở rộng đầu cầu vượt sông bên bờ Tây sông Dniepr. Đến cuối  ngày, tập đoàn quân tiếp cận tuyến Mankova (cách Kopys 7 cây số về phía Tây) - Korzuny - Trosenka - Zemtsy (cách Shklov 6 cây số về phía Tây) - Shnarovka - Litovsk, tiến sâu 18 - 26 cây số.
Trong khi đó, các thê đội tuyến đầu của Tập đoàn quân số 49 tiếp tục đánh mạnh trên tuyến sông Dniepr, tổ chức truy kích quân Đức đang tháo chạy tại cánh phải và tại khu vực trung tâm. Đến ngày 17 tháng 10, Tập đoàn quân số 49 đã tiến tới tuyến Svetlaya Polyana (cách 21 cây số về phía Bắc Mogilev) - Zakrevshina (cách Mogilev 15 cây số về phía Tây Bắc) - Sofiyivka - Polykovichi - Krasnopolye - Senkovo. Một phần của sư đoàn bộ binh số 369, 64 và các sư đoàn xe tăng của Tập đoàn quân số 49 đã tiếp cận khi vực ngoại vi Mogilev, đột phá 6-11 cây số về phía Tây. Như vậy, Tập đoàn quân số 49 đã ở bên bờ Tây của sông Dniepr tại xung quanh Mogilev và bắt đầu hình thành vòng vây.
Lúc 17 giờ, các sư đoàn bộ binh số 238 và 139 của Tập đoàn quân số 50 tấn công vào nội đô Mogilev. 2 trung đoàn bộ binh của các lực lượng này đã vượt sông Dniepr tại khu vực gần Buinichi, đi vòng qua Mogilev từ phía Tây Nam. Một trung đoàn bộ binh của sư đoàn bộ binh số 362 tiếp cận vùng ngoại ô phía Nam và tấn công quân Đức trong một trận chiến trên các dãy phố. Lực lượng còn lại tổ chức quét sạch tàn quân Đức còn đóng trên bờ Đông sông Dniepr và chuẩn bị các loại xuồng, phà để vượt sông. Một trung đoàn của sư đoàn bộ binh số 380 cũng vượt sông Dniepr và giải phóng Stayki. Trong khi đó, lực lượng cơ động của lữ đoàn xe tăng cận vệ số 23 tiếp cận và bao vây Mogilev từ phía Tây Bắc. Như thường lệ, khi một thành phố bị bao vây, mệnh lệnh của Hitler là quân đồn trú phải chiến đấu tới người cuối cùng, tuy nhiên nhiều đơn vị quân Đức tại Mogilev đã không tuân theo lệnh này. Rõ ràng, các chỉ huy kinh nghiệm cấp trung đoàn trở xuống của Đức hiểu rất tường tận rằng, bất cứ thành phố nào có nguy cơ trở thành một "pháo đài" bị bao vây thì họ phải tránh cho xa, và khi đã thành "pháo đài" thì phải tìm mọi cách để phá vòng vây chạy thoát chứ không tử thủ theo lệnh Hitler. Giống như ở Bobruysk và Vitebsk trong cùng thời gian đó, cuộc đào thoát khỏi Mogilev của quân Đức đi kèm với những trải nghiệm đau đớn dưới làn mưa đạn bom của không quân và pháo binh Xô Viết.
Cùng ngày hôm đó, tướng Kurt von Tippelskirch, thông qua hệ thống điện đài vô tuyến, đã hạ lệnh lui quân về phía Borisov và phía bờ Tây sông Berezina. Quân đoàn số 39 và 12 bắt đầu rút lui sang bên kia sông từ ngày 27 cho đến ngày 28. Tuy nhiên không phải đơn vị Đức nào cũng nhận được lệnh đó và không phải đơn vị Đức nào cũng thi hành được lệnh đó. Cuộc rút lui của Tập đoàn quân số 4 dần dần mất tính tổ chức, nhiều đơn vị trở nên hỗn loạn và đội hình lẫn vào nhau, liên lạc giữa các đơn vị bị gián đoạn. Trên đường đi chật cứng những binh lính bỏ chạy, thêm vào đó không quân Xô Viết thì ném bom dữ dội. Tư lệnh quân đoàn bộ binh số 39, trung tướng Robert Martinek, chết trong một trận bom vào ngày 28 tháng 6 khi đang trên đường đến sở chỉ huy mới tại Berezina.
Lực lượng máy bay cường kích và ném bom của Phương diện quân Byelorussia 2 đã thực hiện 931 phi vụ nhằm tiêu diệt các phòng tuyến và trang thiết bị của quân Đức, hỗ trợ cho bộ binh tấn công. Không quân Đức chỉ thực hiện 7 phi vụ.

### Chiến sự ngày 28 tháng 6

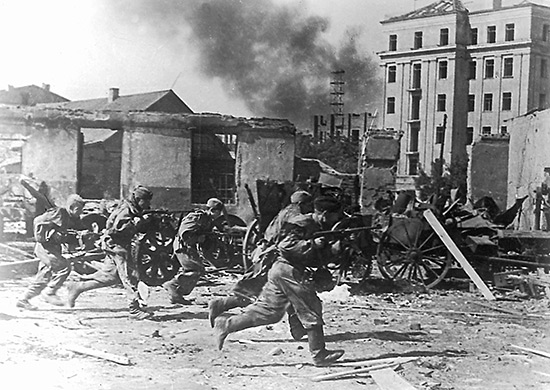
Tập đoàn quân 49 (Liên Xô) tấn công giải phóng thành phó Mogilev ngày 28-6-1944

Tập đoàn quân số 33 sau khi đẩy lùi các cuộc phản kích của quân Đức đã tấn công, đến cuối ngày đã tiếp cận tuyến Staroselye - Voronovka - Shakhovo - Orlovka, thu giữ nhiều chiến lợi phẩm. Ở khu vực Mogilev, sư đoàn bộ binh số 12 - lực lượng tử thủ Mogilev - đã bị tiêu diệt toàn bộ, 3.000 tù binh của đơn vị này bị bắt trong đó có toàn bộ ban chỉ huy. Tập đoàn quân số 49 tiếp tục truy kích quân Đức và chủ lực của tập đoàn quân đã tiến tới tuyến Golovchin - Mostische - Rubtsovschina (cách Mogilev 25 cây số về phía Tây Nam). Tập đoàn quân số 50 truy kích về phía Tây Nam, tiến tới tuyến Tashnovka - Zabrodye - Shkolnyy - Gorodets - Vyun. Trong ngày, không quân của Phương diện quân Byelorussia 2 đã tổ chức 581 phi vụ trong khi quân Đức chỉ tổ chức 3 phi vụ.
Đến đây chiến dịch Mogilev xem như kết thúc. Quân đội Liên Xô giải phóng các thành phố Mogilev, Shklov, Bykhov, đánh chiếm khu vực bờ Tây sông Dniepr và đẩy quân Đức về phía sông Berezina. Chủ lực tập đoàn quân số 4 (Đức) rút lui an toàn về phía bên kia sông Berezina nhưng không hề biết các Phương diện quân Byelorussia 1 và 3 đang hình thành 2 gọng kìm bọc lưng.

## Kết quả

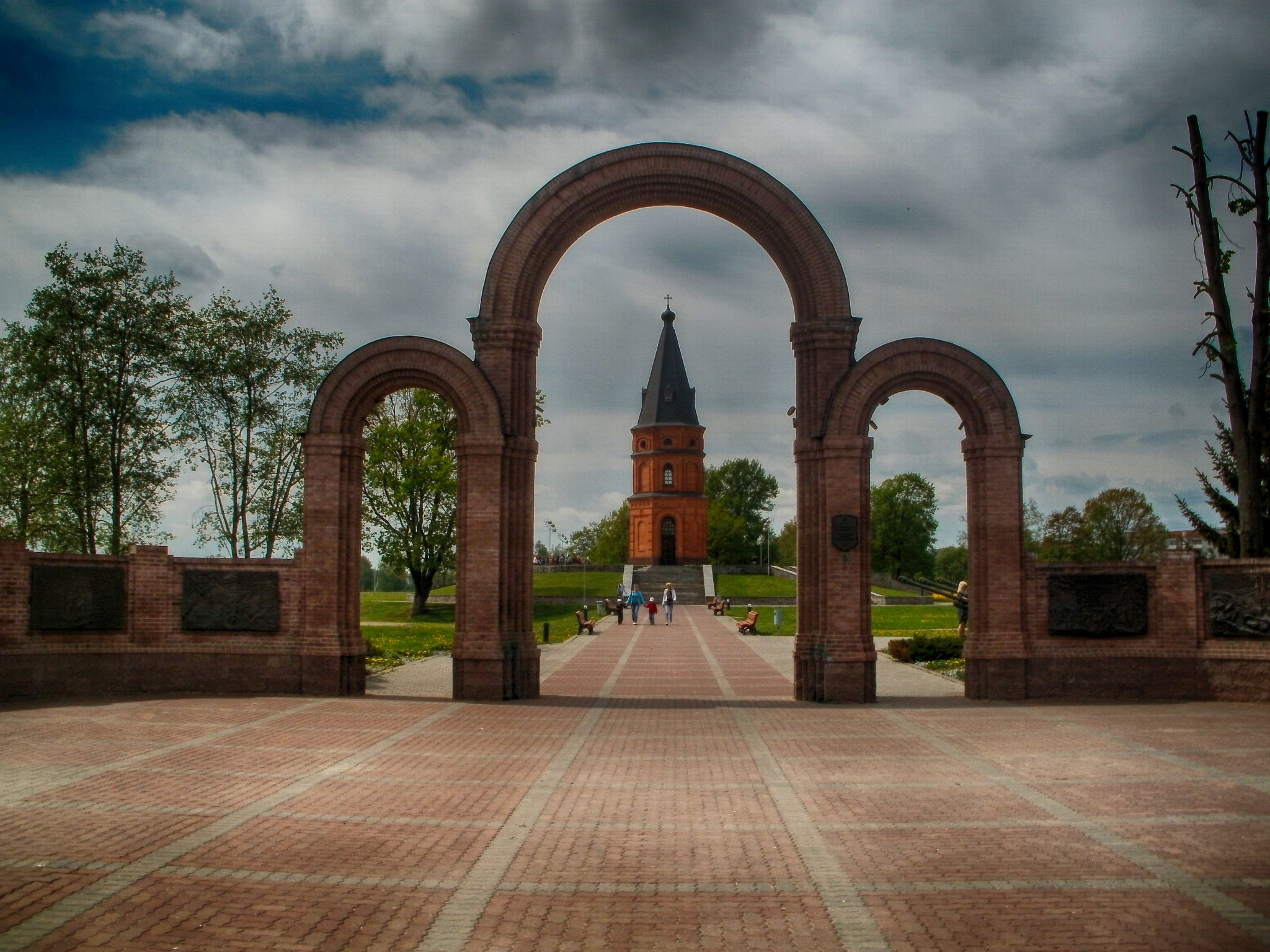
Khu phức hợp tưởng niệm các chiến sĩ Hồng quân trong Cuộc chiến tranh vệ quốc vĩ đại tại cánh đồng Buynichi, ngoại ô Mogilev

Sau 6 ngày chiến đấu, Phương diện quân Byelorussia  đã đột phá được khu vực chiều sâu chiến dịch của trận tuyến, tiến tới sông Pronya và sông Dniepr, giải phóng các thành phố Mogilev, Shklov, Bykhov cũng như nhiều vùng lãnh thổ đáng kể của tỉnh Mogilev thuộc Byelorussia. Theo các tài liệu phía Liên Xô, trong trận này Hồng quân Xô Viết đã tiêu diệt và bắt sống 33.000 quân địch, thu giữ 20 xe tăng cùng nhiều chiến lợi phẩm khác. Thắng lợi của chiến dịch Minsk cũng tạo ra một chỗ lõm sâu tại cánh Nam của Cụm Tập đoàn quân Trung tâm, tạo điều kiện thuận lợi cho cuộc bao vây 10 vạn quân Đức diễn ra tại gần thành phố Minsk diễn ra sau đó.
Trong trận đánh này, toàn bộ sở chỉ huy của sư đoàn bộ binh số 12 (Đức) và tư lệnh của nó - thiếu tướng Rudolf Bamler - bị bắt sống cùng với viên chỉ huy lực lượng đồn trú Mogilev - chuẩn tướng Gottfried von Erdmannsdorff. Tư lệnh quân đoàn thiết giáp số 39, trung tướng pháo binh Robert Martinek, chết trong một trận bom vào ngày 28 tháng 6.

## Tưởng niệm và vinh danh
Năm 1964 tại Khải hoàn môn tại thành phố Mogilev, các đơn vị Hồng quân Liên Xô lập được chiến công trong cuộc chiến tranh vệ quốc vĩ đại đã được trao thưởng Huân chương Cờ Đỏ, Huân chương Suvorov hạng 2, hạng 3 và danh hiệu "Mogilev".

### Tiếng Anh
- Dunn, W. Soviet Blitzkrieg: The Battle for White Russia, 1944, Lynne Riener, 2000, ISBN 978-1-55587-880-1
- Glantz, D.M. Belorussia 1944—The Soviet General Staff Study
- Glantz, D.M. and House, J.M. When Titans Clashed, University of Kansas Press, ISBN 978-0-7006-0899-7

### Tiếng Nga
- История Второй мировой войны 1939—1945, т. 9, Bản mẫu:М., 1978 (Lịch sử thế chiến thứ hai, 1939-1945, Tập 9, Moskva, 1978)
- История Великой Отечественной войны Советского Союза 1941—1945, т. 4, Bản mẫu:М., 1962 (Lịch sử Cuộc chiến tranh vệ quốc vĩ đại của Liên Xô, 1941-1945, tập 4, Moskva, 1962)
- Освобождение Белоруссии 1944, 2 изд., Bản mẫu:М., 1974 (Giải phóng Byelorussia, 1944, Ấn bản lần thứ 2., Moskva, 1974)
- Сидоренко А. А. На могилёвском направлении, Bản mẫu:М., 1959. (A. A. Sidorenko. Trên hướng Mogilev, Moskva, 1959)